# Amnon

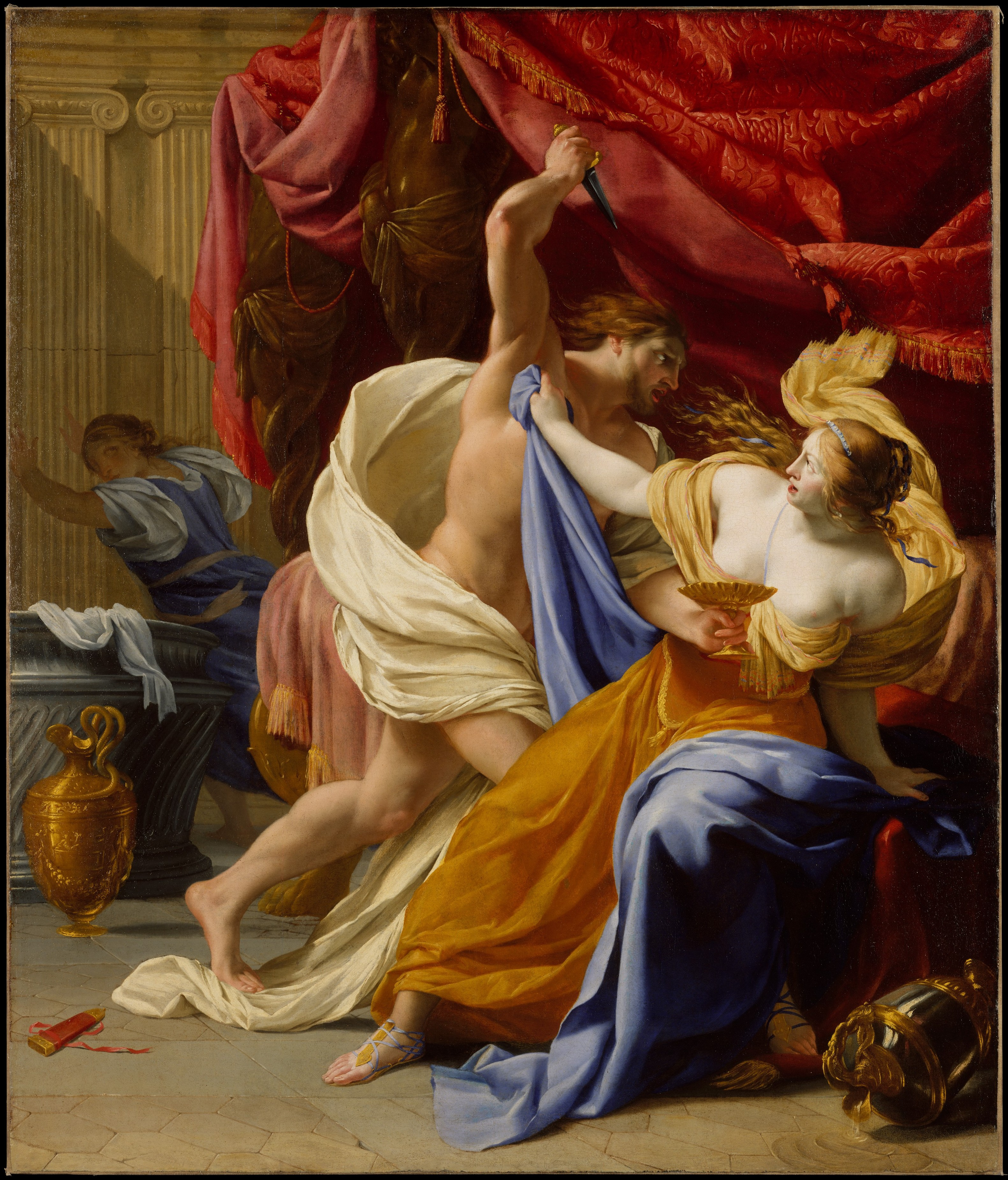
Eustache Le Sueur, De verkrachting van Tamar, 1640 (Metropolitan Museum of Art)

Amnon is een persoon uit de Hebreeuwse Bijbel. Hij was de oudste zoon van koning David en Achinoam (2 Samuel 3:2) die geboren werd in Hebron. 
In 2 Samuel 3:1-22 staat het verhaal dat Amnon verliefd werd op zijn halfzus Tamar, een dochter van Davids andere vrouw Maächa. Jonadab (neef van koning David), "iemand met veel ervaring", adviseerde Amnon te doen alsof hij ziek was om David ertoe te bewegen Tamar te sturen om voor hem te koken. Dit gebeurde, maar Amnon verkrachtte haar. Hierna begon hij haar te haten en joeg haar weg.
Tamar zocht bescherming bij haar broer Absalom. Deze zon op wraak en liet twee jaar daarna op een feest de dronken Amnon doden door zijn knechten. Absalom vluchtte naar Gesur, de stad waarvan zijn moeder afkomstig was. Hierna bereikte David het gerucht dat Absalom al Davids overige zonen had vermoord. Jonadab verzekerde David ervan dat dit niet het geval was en dat alleen Amnon dood was. Zijn dood leidde tot verdriet en rouw bij David, zijn zonen en zijn hovelingen (2 Samuel 13:30-36).